# Hansa-Brandenburg W.19
L'Hansa-Brandenburg W.19 era un idrocaccia-ricognitore a scarponi a velatura biplana sviluppato dall'allora azienda tedesco imperiale Hansa und Brandenburgischen Flugzeugwerke GmbH nei tardi anni dieci del XX secolo.
Realizzato per sostituire nei reparti aerei della Kaiserliche Marine, la marina militare dell'Impero tedesco, il precedente pari ruolo Hansa-Brandenburg W.12 con un modello dal maggior raggio d'azione, venne introdotto nelle fasi finali della prima guerra mondiale rimanendo in servizio con la marina tedesca fino alla fine del conflitto.

## Storia del progetto
Verso la metà del 1917 la Kaiserliche Marine decise di avviare una riorganizzazione della propria aviazione di marina incrementandone le capacità operative. In quest'ottica venne decisa una diversa assegnazione dei reparti, concentrando i caccia presso le stazioni navali affacciate al Mare del Nord a Borkum e Zeebrugge e lasciando a quella di Norderney i compiti di ricognizione aerea. L'esigenza di poter disporre di velivoli in grado di raggiungere una più vasta area convinse la marina tedesca ad emettere una specifica per la fornitura di un nuovo modello di idrocaccia dalla maggiore autonomia e, di conseguenza, un maggior raggio d'azione.
Per soddisfare la richiesta l'Hansa-Brandenburg affidò lo sviluppo di un nuovo modello al suo capo progettista Ernst Heinkel il quale lo disegnò sulla base del suo precedente W.12, entrato in servizio solo sei mesi prima, mantenendone l'aspetto e le caratteristiche salienti, idro a scarponi monomotore biposto ed a velatura biplana, ma ingrandendolo nelle dimensioni, dotandolo di un serbatoio dalla capacità di combustibile sensibilmente aumentata ed equipaggiandolo con una motorizzazione dalla maggior potenza.
Il prototipo, identificato come W.19, venne portato in volo con successo prima del termine di quell'anno, dotato di armamento offensivo basato su una mitragliatrice LMG 08/15 calibro 7,92 mm in caccia, dotata di un dispositivo di sincronizzazione che permetteva di sparare senza conseguenze attraverso il disco dell'elica, più una Parabellum MG 14 sempre calibro 7,92 mm brandeggiabile posteriore montata su supporto ad anello per la difesa da possibili attacchi da coda. Valutato positivamente dalla commissione esaminatrice venne immediatamente avviato alla produzione in serie che, dopo il terzo esemplare, acquisì una seconda LMG 08/15 a disposizione del pilota.
La produzione si protrasse fino al termine della prima guerra mondiale attentandosi su 55 unità con minime variazioni: in alcuni esemplari vennero rimossi i tiranti di rinforzo in cavetto d'acciaio tra le due coppie di montanti interalari più interni per aumentare, liberandolo dall'ostacolo, il campo di tiro del mitragliere e, al fine di sperimentare l'utilizzo di un armamento più pesante, un altro esemplare venne equipaggiato con un cannoncino automatico Becker calibro 20 mm.

## Tecnica

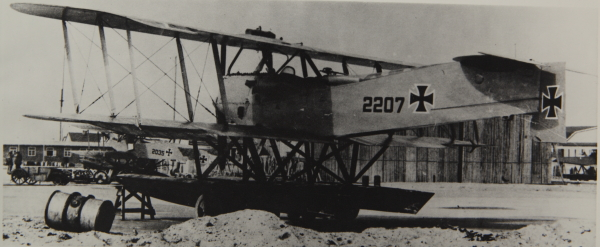
Un'altra immagine del prototipo.

A parte alcune soluzioni tecniche peculiari, che già erano state caratteristiche del suo predecessore W.12, il W.19 era un classico modello realizzato in legno e tela che riproponeva un'impostazione convenzionale per l'epoca: idrovolante con configurazione a scarponi monomotore biplano.
La fusoliera, realizzata con struttura in legno ricoperta da pannelli in compensato, era caratterizzata dalla presenza di due abitacoli aperti e separati, l'anteriore destinato al pilota ed il posteriore, di forma circolare e leggermente rialzato, al mitragliere di coda. Posteriormente proseguiva con un angolo acuto rispetto all'asse del velivolo per terminare in un impennaggio monoderiva caratterizzato dall'unico elemento orizzontale di forma semicircolare con i due equilibratori mobili montati in alto e quello verticale completamente rivolto verso il basso.
La configurazione alare era biplano-sesquiplana caratterizzata dall'ala superiore, montata alta a parasole e collegata alla fusoliera tramite un castello tubolare centrale, con un'apertura leggermente superiore a quella inferiore, montata bassa sulla fusoliera, entrambe dotate di alettoni e collegate tra loro da una doppia coppia di montanti, due per lato, integrati da tiranti cavetti in filo d'acciaio.
Il galleggiamento era assicurato da una coppia di grandi scarponi in legno collegati alla fusoliera ed all'estradosso dell'ala inferiore da un robusto castello tubolare.
La propulsione era assicurata da un motore Maybach Mb.IV, un 6 cilindri in linea raffreddato a liquido in grado di erogare una potenza pari a 260 PS (192 kW) posizionato all'apice anteriore della fusoliera, racchiuso da un cofano metallico ed abbinato ad un'elica bipala in legno a passo fisso. L'impianto di raffreddamento era caratterizzato dalla presenza di un radiatore frontale di tipo automobilistico.
L'armamento era costituito da due mitragliatrici LMG 08/15 calibro 7,92 mm posizionate in caccia davanti alla cabina di pilotaggio, dotate di un dispositivo di sincronizzazione che permetteva di sparare senza danni attraverso il disco dell'elica, più una Parabellum MG 14, anch'essa calibro 7,92 mm, montata su un supporto brandeggiabile a sua volta parte di un supporto ad anello che permetteva al secondo membro dell'equipaggio di spostarla anche di lato per ottenere un maggior campo di tiro.

## Impiego operativo
Il W.19 iniziò ad equipaggiare i reparti da caccia della Kaiserliche Marine dal gennaio 1918, incaricato di difendere lo spazio aereo attorno alle stazioni navali di Borkum e Zeebrugge sulla costa del Mare del Nord. Il W.19 era utilizzato in operazioni di supporto ai più piccoli W.12 o W.29, dalla minore autonomia, spesso in avanscoperta lasciando gli altri idrocaccia in attesa sulla superficie del mare. Il modello si trovò a combattere contro i più grandi idrovolanti britannici come i Felixstowe F.2 ed i Curtiss America rimanendo in servizio fino alla firma dell'Armistizio di Compiègne.

## Utilizzatori
Germania
- Kaiserliche Marine